# Esperanto (вирус)
Esperanto (Esperanto.4733) — компьютерный вирус, появившийся в 1997 году, названный в честь языка эсперанто. Имя вируса было выбрано автором потому, что он похож на язык своей возможностью работать на разных платформах. Это первый кроссплатформенный вирус для DOS, Windows и Mac OS. Сходство между языком и вирусом проявляется также в том, что активируется последний в день публикации языка (26 июля).
Впервые вирус был обнаружен в ноябре 1997. Его код размером в 4 733 байт позволяет заражать как компьютеры на MS-DOS, Windows 95, Windows NT, так и на Mac OS. Заражение может произойти через файл с расширением EXE или COM на PC или через запускаемые файлы в Mac OS. Хотя вирус заражает обе платформы, передача вируса от одной к другой не может произойти из-за ошибок в коде. Единственный способ передать вирус — скопировать его напрямую.
Esperanto активируется каждый год 26 июля. Это день, когда Замменгоф в 1887 году опубликовал первый экземпляр труда «Первая книга», то есть, когда язык стал общедоступным. Если система запущена, в этот день вирус отображает сообщения на английском (слева) и на эсперанто (справа):
```
[Esperanto, by Mister Sandman/29A]
Never mind your culture / Ne gravas via kulturo,
Esperanto will go beyond it / Esperanto preterpasos ĝin;
never mind the differences / ne gravas la diferencoj,
Esperanto will overcome them / Esperanto superos ilin.
Never mind your processor / Ne gravas via procesoro,
Esperanto will work in it / Esperanto funkcios sub ĝi;
never mind your platform / Ne gravas via platformo,
Esperanto will infect it / Esperanto infektos ĝin.
Now not only a human language, but also a virus...
Turning impossible into possible, Esperanto.
```

Согласно тексту можно предположить, что Mister Sandman (создатель вируса) — эсперантист, распространяющий рекламу эсперанто таким нечестным способом.

## Внешние ссылки
- Esperanto, written by Mister Sandman/29A | A MULTIPROCESSOR and MULTIPLATFORM virus (англ.). Дата обращения: 6 ноября 2017. Архивировано из оригинала 29 сентября 2007 года.
- Вирус Эсперанто. Новости Эсперанто (31 августа 2000). Дата обращения: 6 ноября 2017.
- The history of computer viruses (англ.). virus-scan-software.com. Дата обращения: 6 ноября 2017.